# Roseville (Minnesota)
Pour les articles homonymes, voir Roseville.
Roseville est une localité du comté de Ramsey, dans l'État du Minnesota, située au nord de Saint Paul et à l'est de Minneapolis.
La population était de 33 660 habitants en 2010.
C'est le siège historique de la société agroalimentaire Old Dutch Foods.